# Alandi

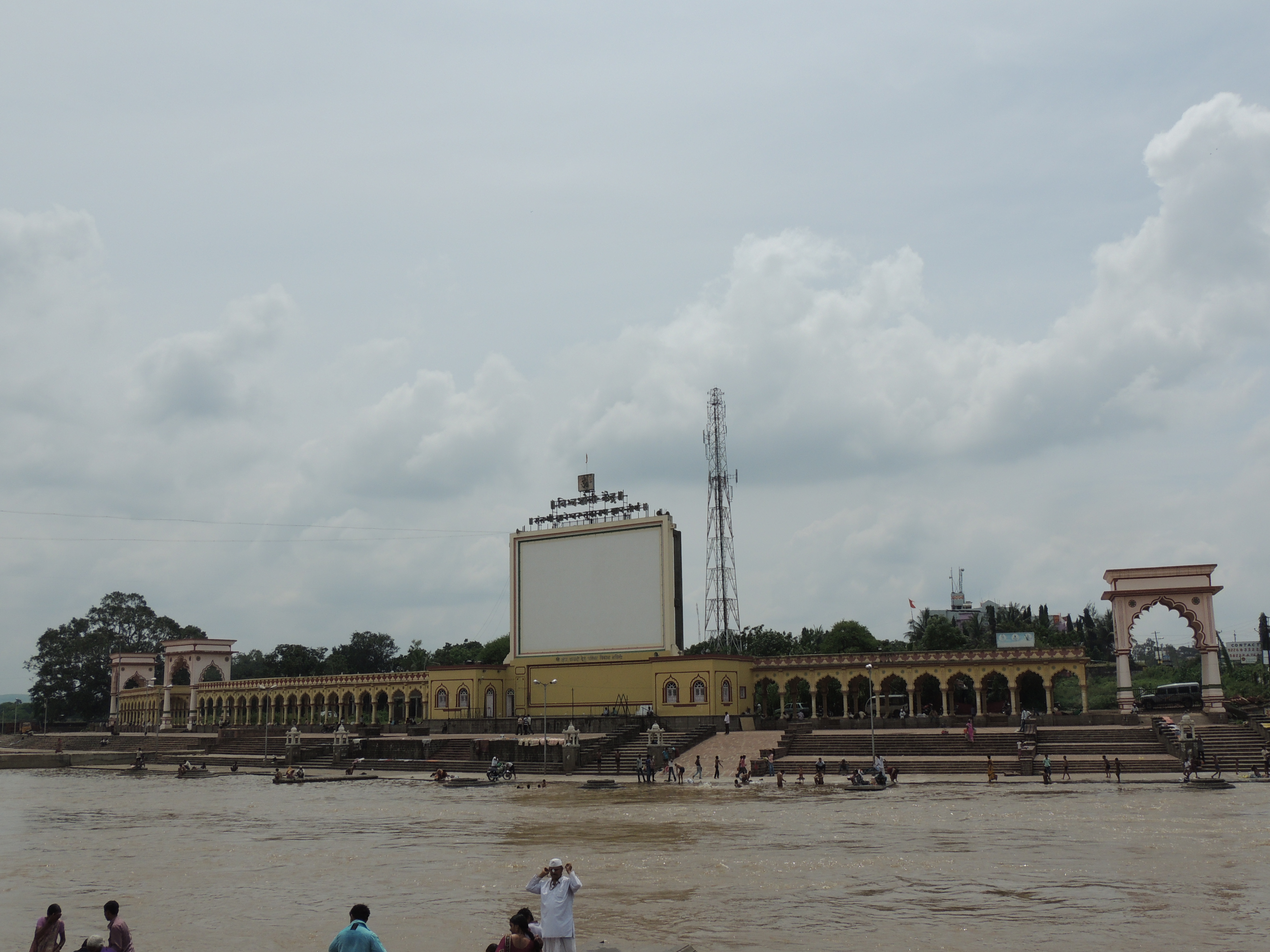
Fotografía del río que pasa por Alandi.

Alandi (Marathi: आळंदी) es una ciudad y un consejo municipal en el distrito de Pune en el estado de Maharashtra, India. La ciudad es conocida como un sitio de peregrinaje para descansar.

## Geografía
Alandi (18°40′37.42″N 73°53′47.76″E / 18.6770611, 73.8966000 18°40′37.42″N 73°53′47.76″E / 18.6770611, 73.8966000) está localizada en los bancos del río Indrayani, a 25 km (15,5 mi) km al norte de Pune, India.18°40′37.42″N 73°53′47.76″E / 18.6770611, 73.8966000 Tiene una elevación media de 577 metros.

## Centro de peregrinaje
1. San Dnyaneshwar samādhi: San Dnyaneshwar, Un complejo que ha sido construido cerca de Sant Dnyaneshwar samadhi. Se visita por miles de peregrinos, y en particular, de la secta Varkari. El Ekadashi cada mes atrae a un gran número de devotos a la ciudad.

En el mes Shaka de Jeshtha (junio- julio), una procesión que lleva sándalos simbólicos de Dnyaneshwar. La procesión atrae a decenas de miles de devotos Varkari que recorren 150 km.
El festival más grande en Alandi es el Kartika Vadya Ekadashi (undécimo día). Este festival o yatra atrae a centenares de miles de Dnyaneshwar devotos y tiene una gran importancia económica entre la población local.
El río Indrayani tiene una importancia especial para los peregrinos de Alandi. Aun así, el río está fuertemente contaminado por las diferentes ciudades que se ubican a lo largo de su curso.
Los sitios de interés de peregrinaje en y alrededor de Alandi son:
1. El complejo Dnyaneshwar Samadhi.
2. Templo Vitthala-Rakhumai.
3. Los bancos del río Indrayani.
4. Siddhabet. Un lugar fuera de la ciudad donde la familia Dnyaneshwar estuvo exiliada tras ser desterrada.
5. Templo de San Jalaram: Este templo estuvo construido en la década de 1960 construido con el mismo diseño arquitectónico que el Virpur Gujarat. Hay un templo en el mismo complejo.
6. Dnyaneshwar's Wall.
7. San Tukaram Samadhi : La ciudad de Dehu, donde está ubicado el samadhi de San Tukaram.
8. Monumento Sambhaji Raje.
9. Laxmi Narayan Mandir.
10. Dnyaneshwari Mandir.

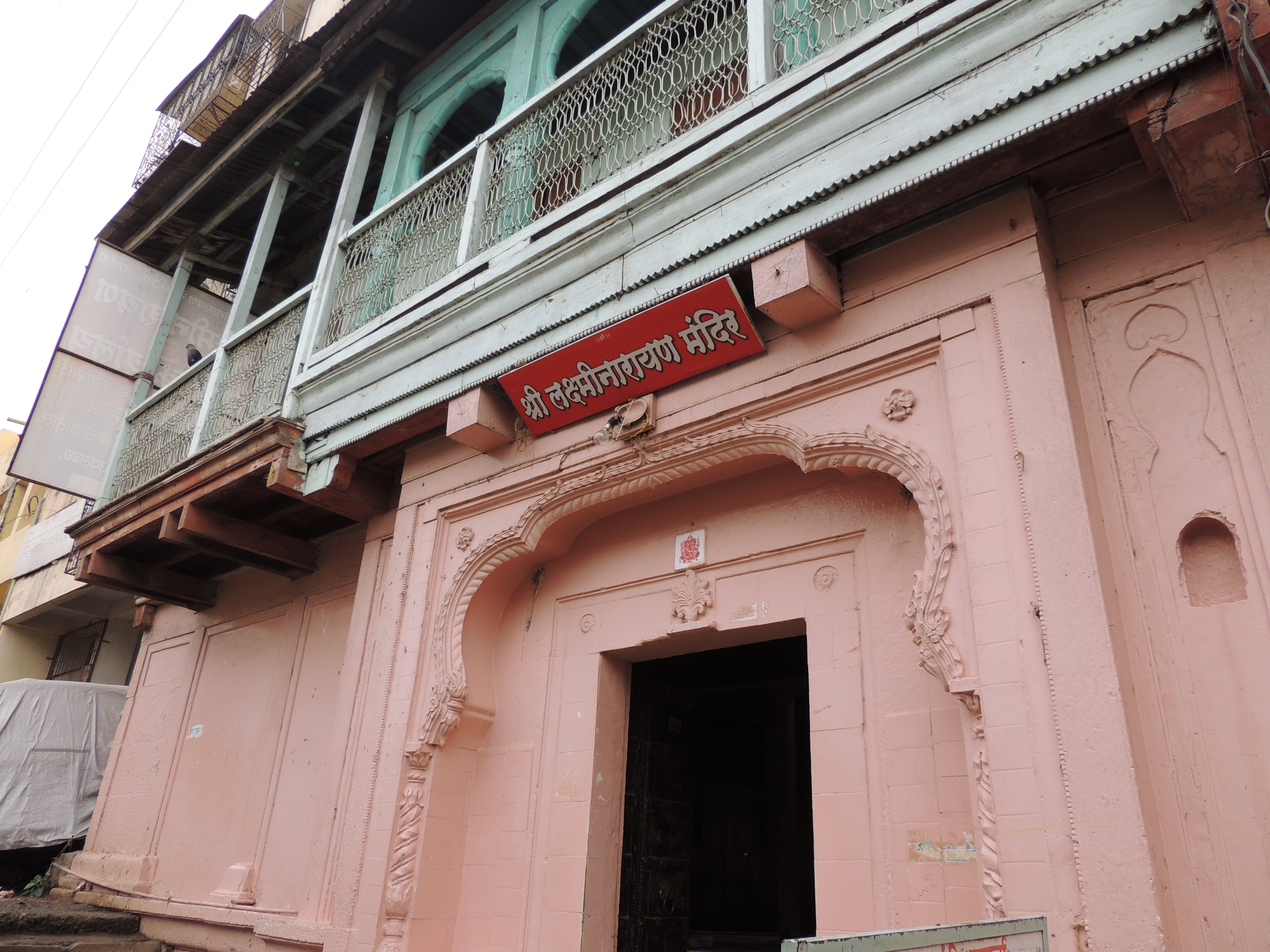
Aalandi laxmi narayan mandir

Los peregrinos también se encuentran en la circunvalación, alrededor de la ciudad durante su visita.
1. Narsinha Sawaswati Math.

La ciudad también tiene docenas de dharmshalas. Un gran número de estos también tienen sus propios shrines a deidades diferentes y santos Varkari.

## Educación
- Academia de Ingeniería Maharashtra.
- San Dnyaneshwara Vidyalaya.
- Sharadchandra Pawar Chitrakala Mahavidyalaya.